# 昭懿貴妃 (永楽帝)
昭懿貴妃（しょういきひ、生没年不詳）は、明の成祖永楽帝の貴妃。姓は張氏。

## 生涯
靖難の変で戦死した将軍張玉（英国公を追贈された）の娘。
生年と婚年について記録がないが、永楽3年（1405年）以前に朱棣の側室となった。永楽7年（1409年）に貴妃となったが、その後は記録がない。
諡が2字だけなので、殉死者である可能性は低いが、洪熙・宣徳年間に記録がなく、早世か刑死した、あるいは追放されたと考えられている。

## 伝記資料
- 『明成祖実録』
- 『国榷』